# Felipe Alvear
Felipe Alvear Zamora (25 agosto 1985) è uno schermidore cileno, specializzato nel fioretto.

## Palmarès
In carriera ha conseguito i seguenti risultati:
- Giochi panamericani:

Rio de Janeiro 2007: argento nel fioretto individuale.
Guadalajara 2011: argento nel fioretto individuale.